# Rhododendron poluninii
Rhododendron poluninii är en ljungväxtart som beskrevs av H.H. Davidian. Rhododendron poluninii ingår i släktet rododendron, och familjen ljungväxter. Inga underarter finns listade i Catalogue of Life.